# Calvi di Bergolo
I Calvi di Bergolo sono una famiglia della piccola nobiltà sabauda che s'imparentò col re d'Italia Vittorio Emanuele III.

## Storia
Le prime memorie documentate si segnalano in Oneglia, dove i Calvi (originari, forse, di Menaggio, nei pressi di Como) erano annoverati, almeno fin dai primi anni del Cinquecento, tra le principali casate locali.
Personaggi significativi, nel XVI e XVII secolo, furono: Andrea, militare e diplomatico al servizio di Francesco I di Francia e suo ambasciatore presso i Grigioni; Pasquale, ricevitore di somme per conto della prefettura di Oneglia nel 1586; Pasquale Antonio, tesoriere del principato onegliese nel 1635; Ulisse, giureconsulto abbastanza noto ai suoi tempi. Questi, dopo essere stato per sei anni prevosto della collegiata di San Giovanni Battista a Oneglia, fu chiamato a Roma attorno al 1649 e vi morì nel 1693, avendo ricoperto, tra l'altro, le funzioni di protonotario apostolico e avvocato concistoriale.
Il ramo dei conti di Bergolo trae origine da Pietro Giorgio, dottore in Giurisprudenza e notaio collegiato, che fu padre di Lazzaro (Oneglia, 1761-Torino, 1842), che continuò a sostenere, secondo la generale consuetudine comune alla nobiltà e al popolo sabaudi, i Savoia durante l'occupazione napoleonica e, con la Restaurazione, venne nominato conte, il 27 dicembre 1816. Fu magistrato e giunse sino ai massimi gradi della carriera, divenendo presidente del Senato di Savoia (1822) e della Camera dei Conti (1825). In seguito fu ministro di Stato.
Sposata in prime nozze Marianna dei conti Adami di Bergolo, Lazzaro ebbe da lei cinque figli, il primogenito dei quali, Pietro Giorgio (1798-1848), fu primo ufficiale del ministero degli Interni e Finanze e consigliere di Stato. Quest'ultimo, in seguito a concessione del 4 settembre 1837 da parte del re Carlo Alberto, poté aggiungere il predicato di Bergolo al proprio cognome, per le ragioni derivategli dalla madre. Dal matrimonio con Redenta Mola di Nomaglio, figlia di Albertino Mola di Nomaglio e di Irene Carlotta Pensa di Marsaglia, ebbe due figli, Cellerina (1825-1899), che sposò Emiliano Pensa di Marsaglia e Lazzaro (1823-1890), che fu giudice di Torino.
Il figlio della coppia, Giorgio Lorenzo (1852-1924), fu diplomatico, fino a divenire ministro plenipotenziario di prima classe. Sposò Anna Guidobono Cavalchini Roero Sanseverino e ne ebbe la seguente prole:
- Matilde, nata nel 1885, sposa del principe Aage di Danimarca;
- Giorgio Carlo (1887-1977) che sposò la principessa Iolanda di Savoia, figlia del re d'Italia Vittorio Emanuele III, ed ebbe un importante ruolo negli avvenimenti successivi all'armistizio dell'8 settembre 1943 e alla fuga del sovrano e del governo dalla capitale alla volta di Brindisi;
- Giorgio Vittorio, consorte della contessa Marcella Gropallo Rocca Saporiti con la seguente prole:
  - Ippolito (1936-2025)
  - Niccolò Giorgio Gregorio
  - Anna Consolata;
- Maria Emilia (1890-1894);
- Giorgio Gregorio (1894-1975), consorte di Fabrizia Maria Immacolata de Vargas Machuca, principessa di Ischitella:
  - Ascanio (1940-2018)
  - Immacolata (1943-2004)
- Paola (1899 morta in fasce);
- Mariarosa Paola Umberta (1928)

Il conte Giorgio Carlo (1887-1977) sposò il 9 aprile 1923, nella Cappella Paolina, la principessa Iolanda (1901-1986), primogenita di Vittorio Emanuele III e di Elena del Montenegro. La regina madre Margherita era nettamente contraria all'unione della nipote con un esponente della piccola nobiltà: desiderava che, come moglie del futuro Edoardo VIII, ascendesse al trono di Gran Bretagna.
I conti di Bergolo ebbero cinque figli:
- Maria Ludovica (Torino, 1924): moglie poi divorziata di Robert Gasche e madre di due rampolli;
- Giorgio (Pinerolo, 1-7 marzo 1925);
- Vittoria (Torino, 1927-Garda 1985): consorte del conte Guglielmo Guarienti di Brenzone, da cui tre figli;
- Guja (Torino, 1930): sposò il pittore Carlo Guarienti, dal quale ebbe due figlie;
- Pierfrancesco (Torino,1933-Orte 2012): capo della casata, sposò il 10 novembre 1958 la famosa attrice Marisa Allasio (Torino, 14 luglio 1936) nel santuario di Crea;
  - Carlo Giorgio (Roma, 9 luglio 1959); attuale capo della casata
  - Anda (Roma, 11 marzo 1962): sposa del nobile Alvise Cicogna;
    - Giovanni Cicogna (2000)
      - Maria Caterina (2011)

L'attrice abbandonò definitivamente la promettente carriera cinematografica e risiedette con il marito nel castello di Pomaro Monferrato fino agli anni Settanta. Altre residenze dei Calvi di Bergolo erano: il castello di Montemagno e quello di Piovera. La contessa, diventata nipote dell'ex re Umberto II e della zarina di Bulgaria Giovanna di Savoia, si dedicò allo svolgimento di attività sociali e fu anche consigliere comunale e assessore alle Finanze del piccolo paese dove abitava. Poi la famiglia (vicina alla separazione) dimorò, a titolo di comodato, nel casale delle "Cavalle Madri" nel parco di Villa Ada, presso l'ex residenza reale in cui viveva la principessa Iolanda. Nel 1987 i Savoia alienarono la proprietà a un'apposita società e i conti trasferirono la residenza in altre loro proprietà nel dicembre 2000.
La famiglia Calvi di Bergolo oggi è nota ai più grazie alla partecipazione del conte Niccolò Giorgio Gregorio ad un episodio di Linea verde (programma televisivo), ed in particolare alla tecnica di disegno adoperata dal Conte, caratterizzata da singolari vocalizzi emessi nel corso della realizzazione delle sue opere. Attualmente proprietario del Castello di Piovera(AL) insieme a sua moglie Annamaria Orsini e al figlio Alessandro Maria, che si occupa della Tenuta agricola e delle attività culturali del Castello.

## Galleria d'immagini

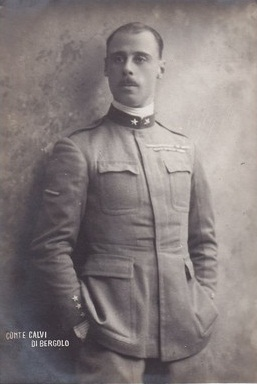
Il conte Giorgio Carlo Calvi di Bergolo
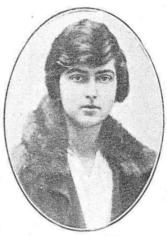
La principessa Iolanda di Savoia
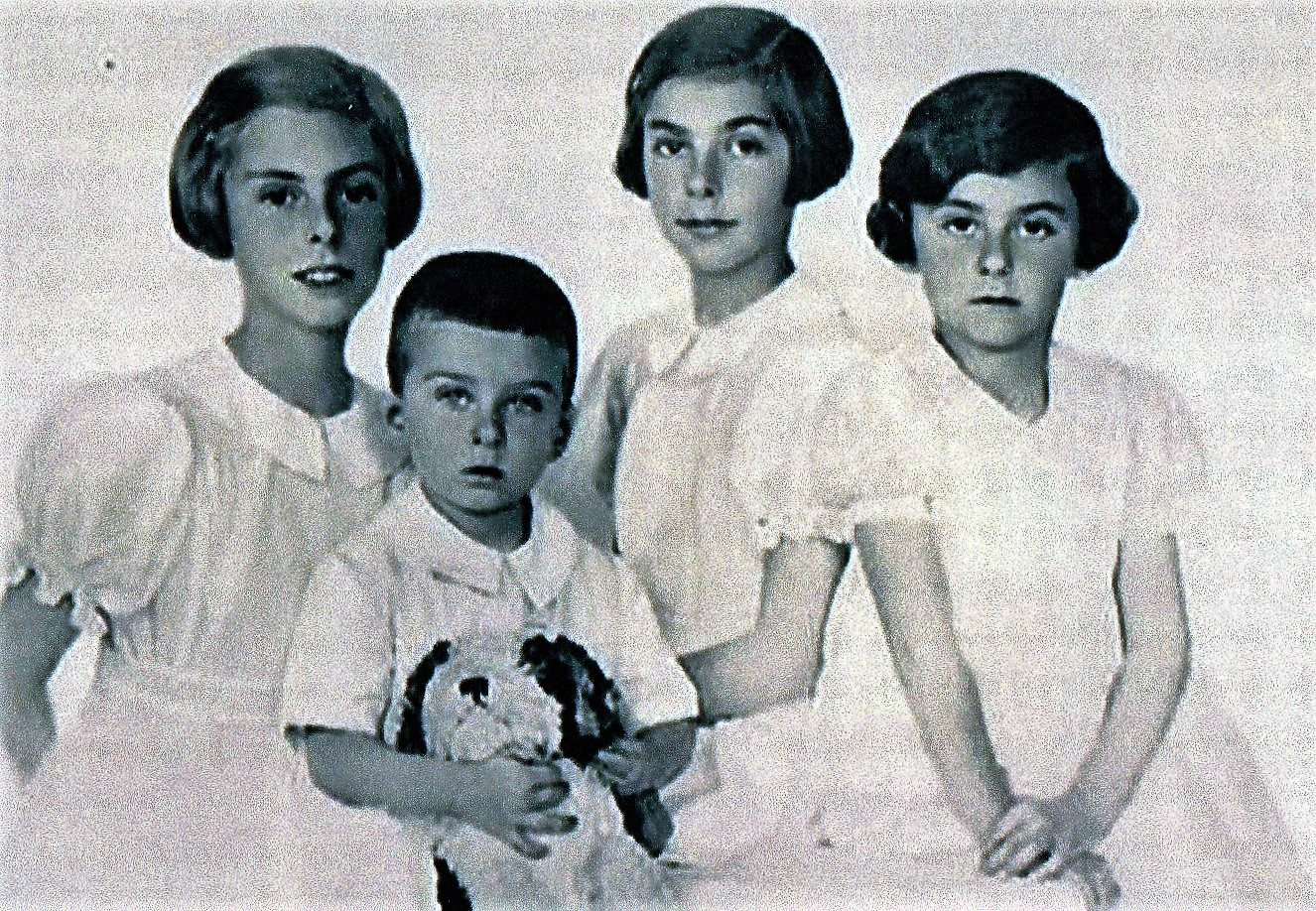
M. Ludovica, Vittoria, Guja, Pier Francesco Calvi di Bergolo, futuro capo della casata, nel 1936
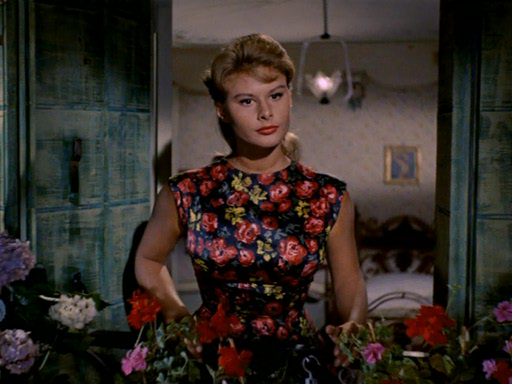
La contessa Marisa Allasio Calvi di Bergolo
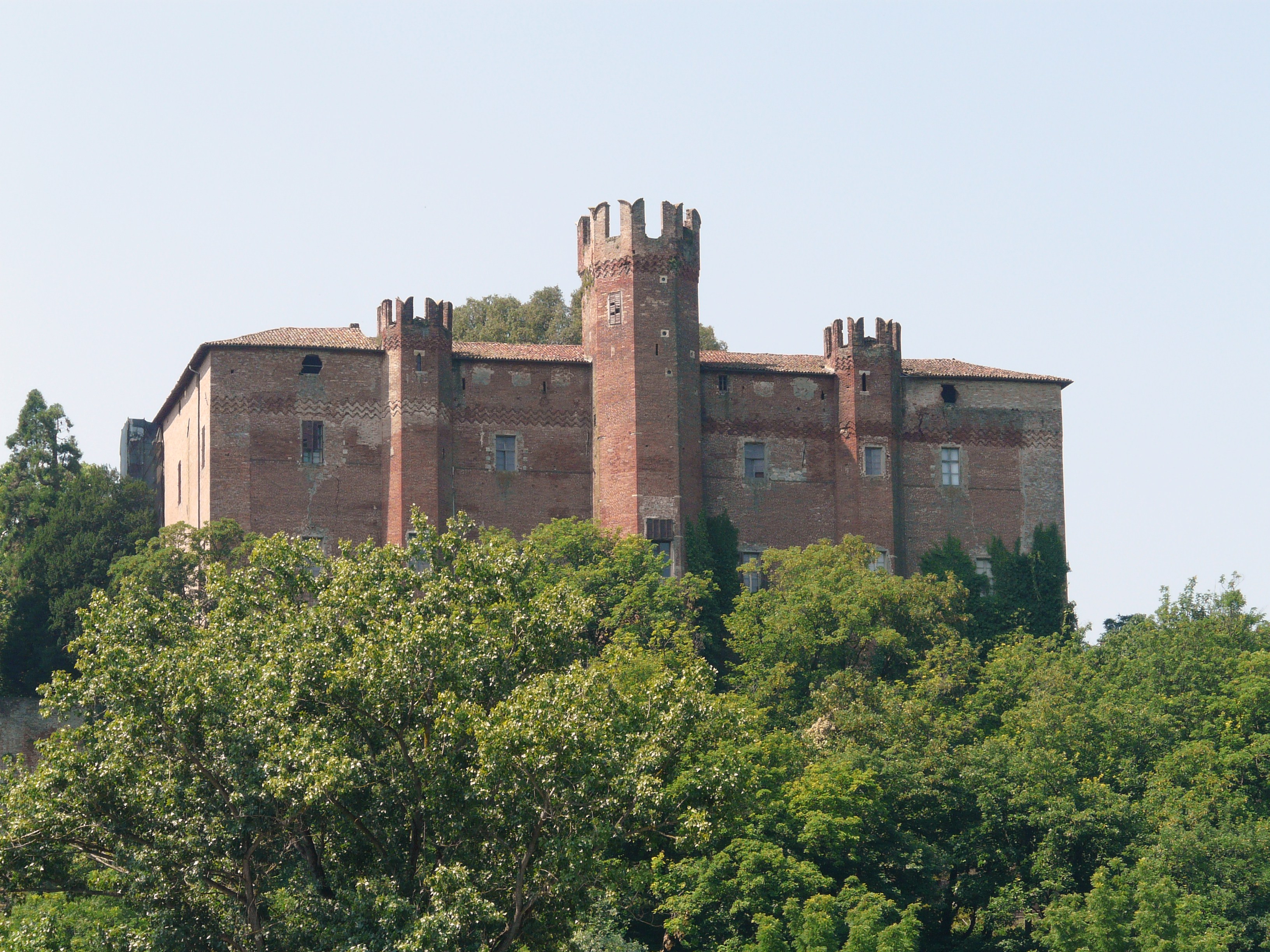
Il castello di Pomaro Monferrato
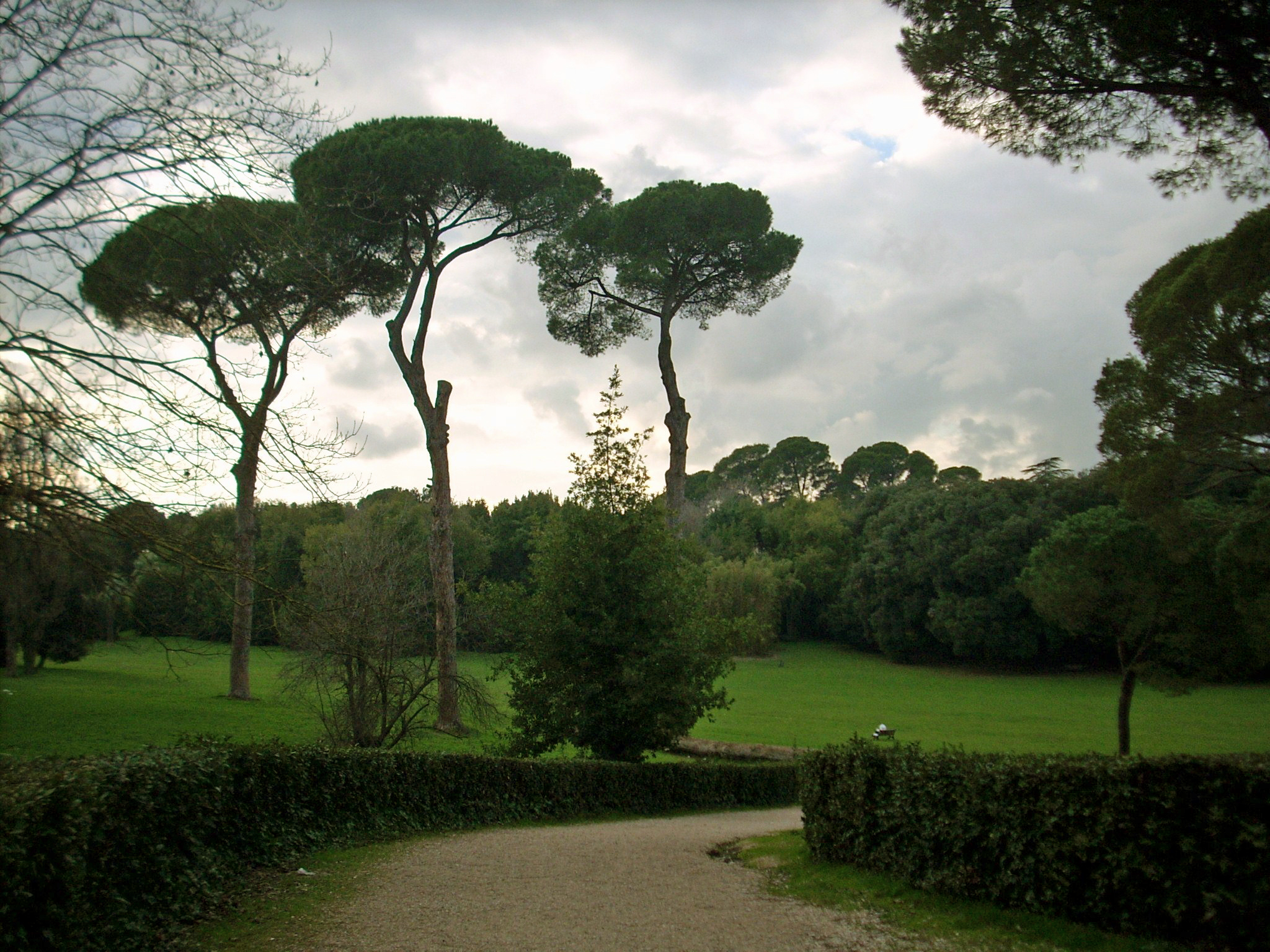
Il parco di Villa Ada a Roma